# Grand Prix Herning 2011
Il Grand Prix Herning 2011, diciannovesima edizione della corsa, valido come evento dell'UCI Europe Tour 2011 categoria 1.1, si svolse il 23 aprile 2011 su un percorso totale di circa 198,9 km. Fu vinto dal danese Troels Vinther, che terminò la gara in 5h12'34" alla media di 38,181  km/h.
All'arrivo 36 ciclisti portarono a termine il percorso.

## Squadre partecipanti
| N.    | Cod. | Squadra                         |
| ----- | ---- | ------------------------------- |
| 1-8   | VCD  | Vacansoleil-DCM                 |
| 11-18 | CCC  | CCC-Polsat Polkowice            |
| 21-28 | GLU  | Glud & Marstrand-LRØ            |
| 31-38 | RIJ  | Cyclingteam De Rijke            |
| 41-48 | SPV  | Sparebanken Vest-Ridley         |
| 51-58 | CMD  | Colba-Mercury                   |
| 61-68 | VPC  | Concordia Forsikring-Himmerland |
| 71-78 | TSS  | Team Seven Stones               |
| 81-88 | ASP  | AC Sparta Praha                 |

| N.      | Cod. | Squadra                         |
| ------- | ---- | ------------------------------- |
| 91-98   | KTM  | Arbö Gebrüder Weiss-Oberndorfer |
| 101-108 | TST  | Christina Watches-Onfone        |
| 111-118 | KRA  | Ringeriks-Kraft                 |
| 121-128 | TTR  | TT Raiko-Argon 18               |
| 131-138 | CYK  | Team Cykelcity                  |
| 141-148 | TEF  | Team Energi Fyn                 |
| 151-158 | AMO  | Amore & Vita                    |
| 161-168 | CHA  | Champion System                 |

## Ordine d'arrivo (Top 10)
| Pos. | Corridore            | Squadra   | Tempo    |
| ---- | -------------------- | --------- | -------- |
| 1    | Troels Vinther       | Glud & M. | 5h12'34" |
| 2    | Michael Reihs        | Christina | s.t.     |
| 3    | Lars Bak             | Danimarca | a 3"     |
| 4    | Christofer Stevenson | Spareban. | a 30"    |
| 5    | Tomasz Kiendys       | CCC       | s.t.     |
| 6    | René Jørgensen       | Christina | s.t.     |
| 7    | Michael Olsson       | Cykelcity | a 31"    |
| 8    | Michael Rasmussen    | Christina | a 2'33"  |
| 9    | Kristian Sobota      | Christina | a 2'35"  |
| 10   | Sebastian Balck      | Cykelcity | s.t.     |